# Павловці
Павловці (словац. Pavlovce) — село в Словаччині, Врановському окрузі Пряшівського краю.
Уперше згадується у 1359 році.
У селі є каплиця (1889) в стилі пізнього бароко збільшена у 1955 році.

## Географія
Розташоване в східній частині Словаччини в північно-східній частині Солоних гір в долині Павловського потоку. Протікає Медзянський потік.

## Населення
| Рік:            | 1994. | 2004.    | 2014.   | 2024.   |
| --------------- | ----- | -------- | ------- | ------- |
| Кількість осіб: | 625   | 716      | 762     | 836     |
| Різниця:        |       | +14,56 % | +6,42 % | +9,71 % |

| Рік:            | 2023. | 2024.   |
| --------------- | ----- | ------- |
| Кількість осіб: | 837   | 836     |
| Різниця:        |       | -0,11 % |

У селі проживає 758 осіб.
Національний склад населення (за даними перепису 2001 року):
- словаки — 97,35 %,
- цигани — 2,09 %,
- чехи — 0,14 %.

Склад населення за приналежністю до релігії станом на 2001 рік:
- римо-католики — 63,04 %,
- протестанти — 34,59 %,
- греко-католики — 0,84 %,
- не вважають себе вірянами або не належать до жодної вищезгаданої конфесії — 0,84 %.